# Tylophora excisa
Tylophora excisa är en oleanderväxtart som beskrevs av Rudolf Schlechter. Tylophora excisa ingår i släktet Tylophora och familjen oleanderväxter. Inga underarter finns listade i Catalogue of Life.